# Arnold von Bruck
Arnold von Bruck, także Arnold de Brouck, Arnold de Bruges, Arnoldus Brugensis, Arnoldo Flamengo, Arnoldo de Ponte, Arnoldus von Prugg, Arnoldt von Prigkh (ur. około 1490–1500 w Brugii, zm. 6 lutego 1554 w Linzu) – franko-flamandzki kompozytor.

## Życiorys
O jego młodości i studiach brak pewnych informacji. Prawdopodobnie był uczniem Heinricha Fincka. Jako chłopiec był przed 1519 rokiem chórzystą w kapeli nadwornej cesarza Karola V. W latach 1527–1546 był kapelmistrzem na dworze arcyksięcia Ferdynanda I w Wiedniu. W 1536 roku wybito w Wiedniu medal na jego cześć. Posiadał kilka dóbr kościelnych. Pod koniec życia przebywał w Linzu.
Tworzył wielogłosowe utwory wokalne o charakterze religijnym i świeckim, łącząc tradycje szkoły niderlandzkiej w stylu Josquina des Prés z cechami typowymi dla pieśni niemieckiej. Żyjąc w okresie wojen religijnych i sam pozostając katolikiem, tworzył zarówno motety liturgiczne na potrzeby liturgii katolickiej, jak i pieśni dla nabożeństw protestanckich. Jego utwory zachowały się w licznych XVI-wiecznych zbiorach.